# Eleccions presidencials russes de 2024
Les eleccions presidencials russes de 2024 van tenir lloc del 15 al 17 de març de 2024 per escollir el president de la Federació Russa.

## Antecendents
Les eleccions presidencials russes de 2024 son les primeres que se celebren des de les esmenes constitucionals del 2020, que van permetre al president sortint Vladímir Putin presentar-se per un cinquè mandat, el tercer consecutiu. Les eleccions van estar marcades per la guerra russo-ucraïnesa, que va viure una invasió general russa d'Ucraïna el febrer del 2022 per resoldre una situació d'empantanament.
Empresonat des del 2021, el principal líder de l'oposició, Aleksei Navalni, va tornar a ser impedit de presentar-se, abans de morir després de recuperar-se d'un enverinament per novitxok en 2020. Com en les anteriors eleccions, Vladímir Putin només s'enfronta a candidats de l'oposició “tolerada”, afiliada al govern i partidari de continuar la guerra a Ucraïna, ja que l'oposició real no pot competir.

## Resultats
| Eleccions presidencials russes de 2024 | Eleccions presidencials russes de 2024 | Eleccions presidencials russes de 2024 | Eleccions presidencials russes de 2024 |
| Partit                                 | Candidat                               | Vots                                   | %                                      |
| -------------------------------------- | -------------------------------------- | -------------------------------------- | -------------------------------------- |
| Independent                            | Vladímir Putin                         | 76.277.708                             | 88,48                                  |
| Partit Comunista                       | Nikolay Kharitonov                     | 3.768.470                              | 4,37                                   |
| Gent Nova                              | Vladislav Davankov                     | 3.362.484                              | 3,90                                   |
| Partit Liberal Democràtic              | Leonid Slutsky                         | 2.795.629                              | 3,24                                   |
| Vots en blanc o nuls                   | Vots en blanc o nuls                   | 1.371.784                              | 1,57%                                  |
| Vots vàlids                            | Vots vàlids                            | 86.204.291                             | 98.43                                  |
| Vots totals                            | Vots totals                            | 87.576.075                             | 100                                    |
| Votants registrats / participació      | Votants registrats / participació      | 113.011.059                            | 77,49                                  |

## Conseqüències
Vladímir Putin fou reelegit amb més del 88% dels vots emesos. L'oposició denuncia un frau massiu, de l'ordre de desenes de milions de vots.